# Anatolij Verbickij
Anatolij Verbickij (Mosca, 3 febbraio 1926 – Mosca, 4 luglio 1977) è stato un attore sovietico.

## Filmografia parziale

### Cinema
- Zvezda (Звезда), regia di Aleksandr Gavrilovič Ivanov (1949)
- Rimskij-Korsakov (Римский-Корсаков), regia di Grigorij L'vovič Rošal' e Gennadij Kazanskij (1953)
- L'eroico traditore (Двое в степи), regia di Anatolij Vasil'evič Ėfros (1964)

## Premi
- Artista onorato della RSFSR